# یواس‌اس پاپاگو (ای‌تی‌اف-۱۶۰)
یواس‌اس پاپاگو (ای‌تی‌اف-۱۶۰) (به انگلیسی: USS Papago (ATF-160)) یک کشتی بود که طول آن ۲۰۵ فوت (۶۲ متر) بود. این کشتی در سال ۱۹۴۵ ساخته شد.